# Вукан Неманич
Вукан Неманич (серб. Вукан Немањић; прибл. 1165—1208) — король Дукли и Далмации с 1196 года; великий жупан Рашки (Сербии) с 1202 до 1204 года; князь Зеты с 1204 до 1208 года. Происходил из династии Неманичей.

## Биография
Сын великого жупана (правителя) Рашки Стефана Немани и его жены Анны.
В 1195 году был поставлен отцом жупаном Дукли. В состав его владений вошли Зета, Травуния, Топлица и Хвосно.
После 1199 года Вукан начинает устанавливать политические отношения с папским Римом и королевством Венгрия. Свои переговоры Вукан вел через архиепископа Антиварийского Ивана I. Целью его было получить от Папы Римского права на Сербию. Взамен Вукан обещал подчинить Сербское княжество Риму.
В то же время Вукан договорился с Имре, королём Венгрии, о поддержке с его стороны. Имре, в свою очередь, надеялся установить протекторат надо всей территорией Сербии. В 1202 году Вукан начал действовать. Ему удалось сбросить своего брата Стефана II с престола с помощью венгерской армии. Однако вскоре против венгерского вмешательства выступил Калоян, царь Болгарии. В 1203 году он разбил армию Вукана под городом Ниш. Этим воспользовался Стефан II, который вернул себе власть над великой жупанией. В качестве примирителя братьев выступил Савва (Растко), младший брат Вукана и Стефана. Вследствие этого Вукан стал князем Зеты на юге государства.

## Семья
1. Жена (имя неизвестно)
Дети:
- Джордже
- Стефан
- Димитар